# El tío Sylvester
El tío Sylvester (título original en inglés, Sylvester, or the Wicked Uncle) es una novela romántica histórica escrita por Georgette Heyer. Se publicó por vez primera por Heinemann, Londres y Putnam, Nueva York en 1957, es la historia de la inteligente y desesperada Phoebe que acaba casándose con el hombre por el que se ha escapado de casa para evitarlo, y a quien ella ha caricaturizado como el villano de una novela. El libro presenta una suave burla del género de la novela gótica y también presenta la típica heroína fuerte de Heyer, con deseo de independencia (en el caso de Phoebe, como escritora), que al final se casa pero con sus propias condiciones. La historia se ambienta en 1817-1818.

## Resumen de la trama
Sylvester, el rico duque de Salford, está sopesando la posibilidad de casarse. Después de discutir diversas candidatas con su amada madre, quien cree que él es demasiado arrogante con las mujeres, viaja a Londres para discutir el tema con su madrina, Lady Ingham, quien le habla de su nieta, Phoebe. 
Él se marcha al campo y conoce al padre de Phoebe. Impresionado por la capacidad cinegética del padre, consiente en ser su invitado pero al descubrir que es el únic invitado, siente que le están forzando. Encuentra a Phoebe sosa y sin talento. La madrastra de Phoebe, sin mucho tacto, le dice a esta que Sylvester ha venido a proponerle matrimonio.
Aterrorizada por la posibilidad de que le obliguen a casarse con Sylvester y sin despertar simpatía alguna en su padre, Phoebe recurre a un amigo de la infancia, Tom Orde, para que la ayude a fugarse a casa de su abuela, Lady Ingham, en Londres. Phoebe no sabe que es Lady Ingham quien sugirió su nombre a Sylvester como candidata.
Sylvester es feliz de tener una excusa para regresar a Londres, y en el camino se encuentra que ha habido un accidente. Sylvester decide ayudar, y se da cuenta de que Phoebe es extremadamente lista y capaz, aunque muy impertinente. Se enfada mucho cuando descubre por qué ha huido Phoebe pero decide llevarla a casa de su abuela para castigar a Lady Ingham (quien, supone él, no querrá tener a Phoebe viviendo con ella) por haberlo enviado a casa de la familia de Phoebe. Sylvester más tarde visita a Phoebe en Londres con la intención de ser encantador con ella para que ésta lamente haberlo despreciado.
Phoebe conoce a Lady Ianthe, la boba viuda del hermano mellizo de Sylvester, que está convencida de que Sylvester es perverso porque está cumpliendo el testamento de su hermano al pie de la letra: su joven hijo, Edmund, debe vivir con Sylvester en la casa familiar de Chance. Phoebe queda sorprendida por el paralelismo entre el auténtico Sylvester y la arrogante parodia que de él hizo en un libro y que va a ser publicado. Intenta cambiar su manuscrito, pero sus editores dicen que es demasiado tarde.
Cuando se publica su novela, El heredero perdido, fascina a todo Londres porque la perfecta sátira de los miembros de la alta sociedad hace que intenten identificar al anónimo autor. Lady Ianthe se toma el cuento de hadas al pie de la letra. Phoebe, que protesta contra esta tontería, accidentalmente deja caer que ella es la autora. Naturalmente, Lady Ianthe no puede callarse, y pronto lo descubre todo Londres.
Sylvester, decidiendo acallar el rumor, está tan herido por el retrato que hace Phoebe que la insulta en público, que causa un escándalo y confirma a Phoebe como la autora. Lady Ingham decide llevarse a Phoebe con ella a Francia, y con Tom Orde como escolta. Desafortunadamente, Lady Ianthe y su nuevo esposo, el vanidoso Sir Nugent Fotherby, van a Francia en su luna de miel con Edmund, su hijo, desde el mismo puerto. A Lady Ianthe se le ocurre la idea de llevarse a Edmund a Francia leyendo la novela de Phoebe.
Phoebe intenta intervenir, abordando el barco con Tom, y entonces son "secuestrados" por Fotherby. Edmund se marea y Lady Ianthe está enferma, así que son Phoebe y Tom los que cuidan al niño. Phoebe escribe a Lady Ingham y Sylvester desde Francia, pero Sylvester los alcanza antes de recibir la carta. Al principio está encantado de ver a Phoebe pero luego la culpa de ayudar a Lady Ianthe a llevarse a Edmund pero Sylvester necesita a Phoebe para cuidar a Edmund en el viaje de regreso a Inglaterra.
Sylvester se queja de todos los líos en los que Phoebe le ha metido. A su vez, Phoebe acusa a Sylvester de arruinar su reputación. Sylvester, al darse cuenta de que ama a Phoebe, le propone matrimonio de manera bastante torme, pero Phoebe se enfada mucho por lo que ella percibe como un sarcasmo. Sylvester le pide ayuda a su madre. Ésta se encuentra con Phoebe y le explica la arrogancia de Sylvester, que surge del dolor por la pérdida de su hermano mellizo, y lo mucho que quiere a Phoebe. Llaman a Sylvester quien de nuevo profesa su amor a Phoebe, y ella acepta su propuesta.